# Hosingen
Hosingen (lb. Housen) – wieś (Uertschaft) w północnym Luksemburgu, w kantonie Clervaux, siedziba administracyjna gminy Parc Hosingen. Do 3 października 2015 miejscowość leżała w dystrykcie Diekirch, a do 31 grudnia 2011 samodzielna gmina.